# Marloth Nature Reserve
Das Naturschutzgebiet Marloth Nature Reserve liegt im Distrikt Overberg, Provinz Western Cape in Südafrika, 230 km östlich von Kapstadt und 220 km westlich von George oberhalb der Stadt Swellendam am Fuß der Langeberg Mountains. Es breitet sich zwischen den Städten Swellendam, Ashton, Barrydale und Suurbraak aus. Eingang und Besucherzentrum liegen oberhalb von Swellendam im Swellendam State Forest. Die Regenfälle sind ziemlich regelmäßig verteilt über das Jahr, mit Juni/Juli als trockenste und Oktober/November als regenreichste Monate. Für mehrtägige Wanderungen auf dem Swellendam Hiking Trail mit Übernachtung im Schutzgebiet sollte man vorher reservieren, für einen Tagesbesuch ist dieses nicht notwendig.
Das Schutzgebiet wurde 1928 gegründet, ist 14.123 ha groß und wird von der Provinz-Naturschutzbehörde CapeNature betrieben. Mittlerweile werden noch zusätzliche 16.532 ha im Privatbesitz befindliche angrenzende Fläche mit verwaltet.
Die Vegetation besteht überwiegend aus Mountain Fynbos mit vereinzelten Flecken von aero-montane forest. Der Fynbos beinhaltet verschiedene Arten von Protea und über 25 Arten von Erica, typische Vertreter der Bäume sind Breitblättrige Steineibe (Podocarpus latifolius), Stinkwood (Ocotea bullata), Cape beech (Rapanea melanophloeos), Wilde Olive (Olea europaea subsp. africana), Assegaaibos (Curtisia dentata), Cherrywood (Pterocelastrus tricuspidatus) und Hardpear (Olinia ventosa).
Es können eine Reihe von kleineren Säugetieren beobachtet werden, wie Rehantilope, Klippspringer, Kronenducker, Pavian, Karakal, Mangusten, Stachelschwein und Klippschliefer. Die Vogelwelt ist bisher mit 114 Arten beschrieben, wie Schreiseeadler, Kaffernadler, Afrikakauz, Rotflügelfrankolin, Tambourin Taube, vier Arten von Spechten, Kapgeier und Narinatrogon. Puffotter, Kapkobra und Bergviper sind die meistgesehenen Schlangen.
Benannt ist Marloth Nature Reserve nach dem Botaniker Rudolf Marloth (1855–1931), welcher zusammen mit einer Abordnung von Swellendammer Bürgern im Jahr 1928 eine Petition an das Ministerium für Land- und Forstwirtschaft schrieb, um einen Teil der Berge (190 ha) als Naturschutzgebiet auszuweisen.
Folgende Wanderungen können im Schutzgebiet unternommen werden:
- Marloth Flower Route, Länge 5,5 km,
- Koloniesbos, Länge 6 km
- Duiwelsbos. Länge 5 km
- Die Plaat, Länge 8,5 km
- Tienuurkop Trail, Länge 11,5 km
- Twaalfuurkop, Länge 8,5 km
- Swellendam Hiking Trail, mehrtägige Wanderung 80 km[2]